# Zayed II bin Sultan Al Nahayan
Zayed Bin-Sultan Al Nahyan (àrab: زايد بن سلطان أل نهيان, Zāyid b. Sulṭān Āl Nahyān) (Al Ain, 1918 - Abu Dhabi, 2 de novembre 2004) fou el primer president dels Emirats Àrabs Units.
El 6 d'agost de 1966 succeí el seu germà, el xeic Shakhbut Bin-Sultan Al Nahyan, com a emir d'Abu Dhabi. L'any 1971 fou escollit pel Consell Suprem de Xeics president dels Emirats Àrabs Units, càrrec en el qual fou reelegit els anys 1976, 1981, 1986 i 1991. Després de la seva mort, l'any 2004, fou succeït pels seu fill gran Khalifa bin Zayed Al Nahayan.